# Paranauphoeta indica
Paranauphoeta indica är en kackerlacksart som beskrevs av Henri Saussure och Leo Zehntner 1895. Paranauphoeta indica ingår i släktet Paranauphoeta och familjen jättekackerlackor. Inga underarter finns listade i Catalogue of Life.